# No Regrets (Robbie Williams)
No Regrets è un brano musicale di Robbie Williams, pubblicato nel 1998 come secondo singolo estratto dal secondo album I've Been Expecting You.
Per il brano hanno collaborato Neil Tennant dei Pet Shop Boys e Neil Hannon dei The Divine Comedy.

## Il singolo
Nel singolo è contenuto anche Antmusic, brano tratto dalla colonna sonora del film A Bug's Life, cover di un brano di Adam & the Ants.

### Tracce

#### UK CD1
1. "No Regrets" - 5:10
2. "Antmusic" - 3:31
3. "Deceiving Is Believing" - 4:30

#### UK CD2
1. "No Regrets" - 5:10
2. "Sexed Up" [Demo Version] - 2:14
3. "There She Goes" [Live] - 2:54

## Classifiche
| Classifica (1998/99) | Posizione massima |
| -------------------- | ----------------- |
| Austria              | 34                |
| Belgio (Fiandre)     | 55                |
| Francia              | 67                |
| Germania             | 60                |
| Irlanda              | 15                |
| Italia               | 9                 |
| Nuova Zelanda        | 29                |
| Paesi Bassi          | 71                |
| Regno Unito          | 4                 |
| Svezia               | 43                |